# Fondation Rainer Maria Rilke

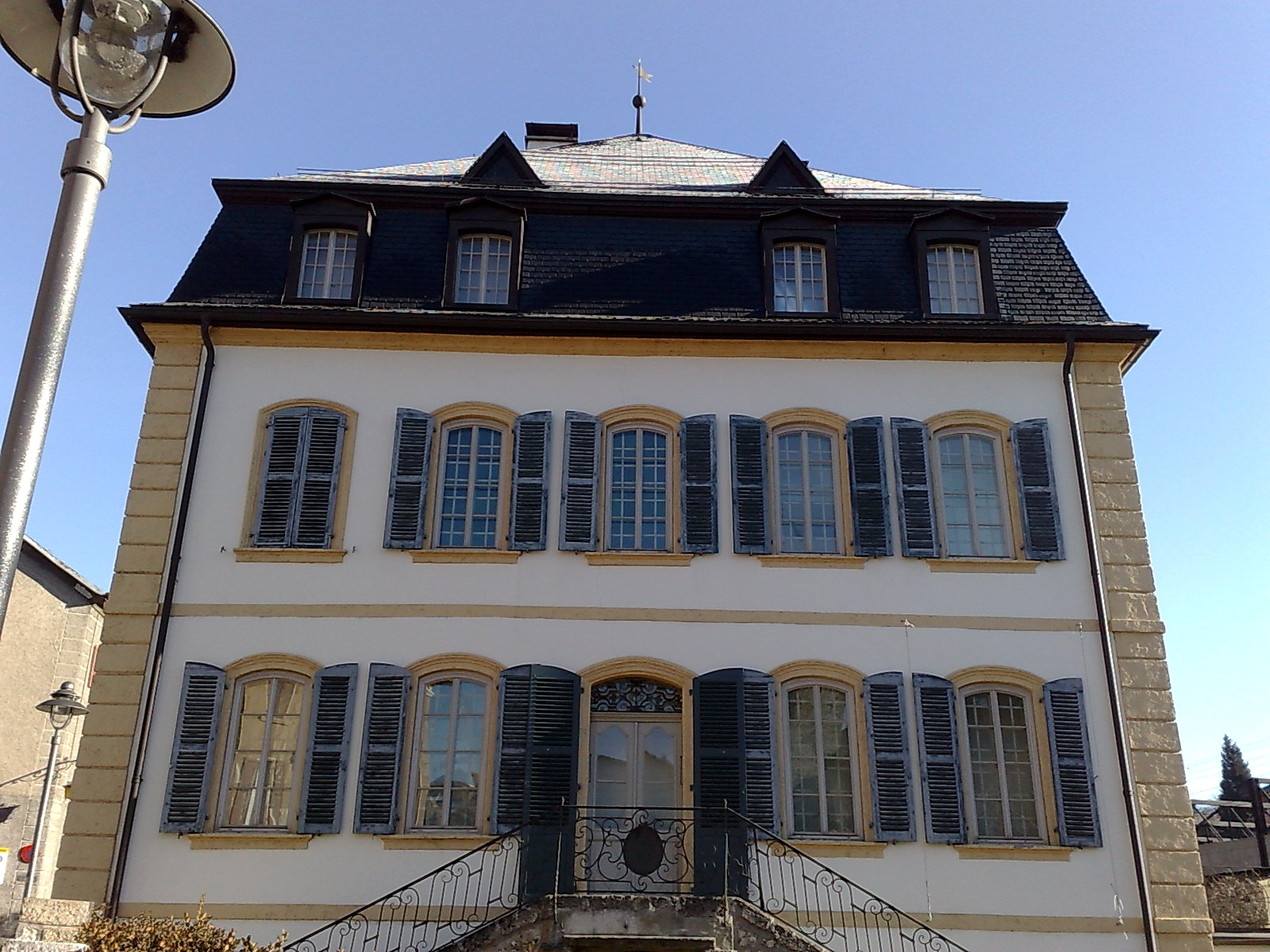
Maison de Courten, siège la Fondation Rainer Maria Rilke.

La Fondation Rainer Maria Rilke Fondation a été créée en 1986 à Sierre, en Suisse, sous le patronage de la municipalité. Son objectif est de promouvoir la connaissance de Rainer Maria Rilke et de ses œuvres, par le biais d'un musée, d'expositions, de conférences, de publications et d'un festival. Le célèbre poète a passé les cinq dernières années de sa vie dans la ville, vivant dans le château de Muzot (en), une tour fortifiée du XIIIe siècle aux abords de la ville, sur la commune de Veyras.
En 1987, la Fondation a installé le musée dans la Maison de Courten, construite en 1769, et sise à la rue du Bourg 30 à Sierre.

## Festival Rilke
Depuis 2000, la Fondation organise tous les trois ans un Festival Rilke qui a lieu au mois d'août au Château Mercier et dans ses jardins, et au centre de la ville de Sierre depuis l'édition 2016. Le programme est essentiellement constitué de spectacles de théâtre, de lectures de textes, conférences, concerts, et des rencontres entre écrivains et lecteurs. Un atelier d'écriture pour les enfants est également à l'honneur. La prochaine édition devrait avoir lieu en 2019. 

## Liste des thèmes
- 2000 : 1re édition
- 2003 : Rilke et l'Égypte
- 2006 : Les amitiés russes (Rilke - Tsvetaïeva - Pasternak)
- 2009 : Jours d'Italie
- 2012 : Écritures contemporaines
- 2016 : Tours et détours